# Liste de atei

## Liste
- Listă de activiști și educatori atei
- Listă de autori atei
- Listă de atei din film, radio, televiziune și media
- Listă de muzicieni atei
- Listă de filosofi atei
- Listă de politicieni atei
- Listă de atei din știință și tehnologie